# 福岡中央霊園
福岡中央霊園（ふくおかちゅうおうれいえん）は、福岡県大野城市大字牛頸（うしくび）にある公園型墓地。公益財団法人永光墓園により運営されている。

## 概要
九州電力の社長などを務めた瓦林潔ら財界などの有力者11人が、福岡都市圏では初となる本格的な公園墓地の開設を目指し、「財団法人福岡中央霊園」を1970年に設立し、翌年2月に開業したのが始まりである。目新しさもあって利用希望者がどんどん増え、遂には大きな門（正確には現場事務所棟）の下のエリアまで開発せざるを得ない状況になった。
ただもう現状以上の開発ができなくなったことから、近年は新規申し込みは狭き門となっており、普通の墓については他の墓地へ骨を移すなどして空き区画ができた場合に限ってそこを埋めるために募集するような状況になりつつあり、新規区画は徐々に無くなってきている。また新たに永代供養式の納骨堂として「永光苑」が建設されたが、こちらは永代供養といっても新規受け入れ枠を常に確保するため、33年経ったら骨は骨壺から出して合同納骨室に移し、誰の骨だか分からない状態にすることが使用規定にはっきりと示されている。
平成時代に入り熊本県で「不知火霊園」を開園させるため、運営する財団法人の名前を今の「永光墓園」に改めた。2012年4月1日付で公益財団法人として認定された。

## 所在地
財団本部
福岡市中央区平尾3丁目16-17
霊園所在地
大野城市大字牛頸2375-10

## 交通アクセスなど
開園当初はまさに麓も山奥の田舎町であったが、福岡市が政令指定都市となり人口増加が始まると、麓にあたる地域は住宅地として開発が進められ、霊園の入口にあたる地域は西日本鉄道などが「月の浦団地」「平野台ハイツ」として開発していった。このため、霊園に入る事実上の一本道は、現在では団地の中にある。
住宅団地内は西鉄バス二日市の路線バスがあるが、霊園に入る一本道は山道のため、公共交通機関は一切走っていない。このため、西鉄春日原駅から、普段は1往復から3往復、彼岸や盆の期間は随時、無料の送迎バスを運行している。